# Oilinyphia
Genre
Oilinyphia est un genre d'araignées aranéomorphes de la famille des Linyphiidae.

## Distribution
Les espèces de ce genre se rencontrent en Chine, au Japon et en Thaïlande.

## Liste des espèces
Selon World Spider Catalog (version 26, 18/02/2025) :
- Oilinyphia daxuensis Irfan, Zhang & Peng, 2025
- Oilinyphia hengji Zhao & Li, 2014
- Oilinyphia jadbounorum Ponksee & Tanikawa, 2010
- Oilinyphia peculiaris Ono & Saito, 1989
- Oilinyphia pengqi (Lin & Li, 2024)
- Oilinyphia wenfengensis Irfan, Zhang & Peng, 2025
- Oilinyphia xinqiaoensis Irfan, Zhang & Peng, 2025

## Systématique et taxinomie
Ce genre a été décrit par Onoet Saito en 1989 dans les Linyphiidae.

## Publication originale
- Ono & Saito, 1989 : « A new linyphiid spider from the Ryukyu Islands, southwest Japan. » Bulletin of the National Science Museum, sér. A, vol. 15, p. 231-234.